# Crunchy granola suite
Crunchy granola suite is een nummer van Neil Diamond. Het is afkomstig van zijn album Stones.
Neil Diamond schreef het lied toen hij naar Los Angeles verhuisde en kennis maakte met het macrobiotische granolavoedsel, een “verbeterde” versie van muesli. Hij zou zich toen beter hebben gevoeld. Vervolgens schreef Diamond het lied naar een derde persoon, waarbij hij zegt dat granola beter is dan de psycholoog en/of drank ("Drop your shrink, and stop your drinkin'")
Crunchy granola verscheen als B-kant op de single Stones (gelijk aan de elpee). Diamond nam het op onder leiding van muziekproducent Tom Catalano. Orkestleider en arrangeur was Lee Holdridge. Het lied verscheen tevens op zijn livealbum Hot August Night, dat een jaar later verscheen. Het was toen aaneengesmeed met The prologue. Single en albums verschenen ook in Nederland. 
In de Verenigde Staten stond Stones (als single) negen weken in de Billboard Hot 100 met als hoogste positie plaats 14. De instrumentale versie van Percy Faith deed daarvoor niet onder met veertien weken notering en plaats 16 als hoogste. Stones ging aan Europa als hit voorbij. Het kwam noch in de Britse, noch in de Nederlandse, noch in de Belgische hitparades terecht. Wellicht kwam dat door de distributeur, het maar matig bekend zijnde Uni-platenlabel, dat slechts drie jaar actief was.
Voorts is er nog een versie van de Les Humphries Singers bekend uit 1976.
Ondanks dat het lied in Nederland onder die titel nauwelijks bekend is, zal de meerderheid van hen het direct herkennen. Het is in de uitvoering van Percy Faith jarenlang een tune geweest van Radio Veronica. Onder meer het programma Fietsen rond de tafel opende ermee. Radio Noordzee Internationaal, Mi Amigo en Radio Caroline gebruikten het vervolgens bij hun programma’s.
Tot slot is het de titel van de homepage van de fanclub van Neil Diamond.

## NPO Radio 2 Top 2000
Crunchy granola suite stond alleen in 2000 in de NPO Radio 2 Top 2000, op plek 1706.